# Мохамед Арурі
Мохамед Арурі (англ. Mohamed Larbi Arouri, нар. 13 березня 1983, Туніс) — туніський футболіст, захисник.

## Біографія

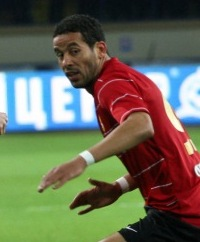
Мохаммед Арурі

Вихованець клубу «Есперанс». Почав професійну кар'єру в «Ла-Марсі», за клуб виступав з 1999 року до 2003 року. Потім з 2003 року по 2006 роки грав за «Етуаль дю Сахель». У 2005 став володарем Кубку туніської ліги, а в 2006 році став переможцем Кубку Конфедерації КАФ.
У липні 2006 року перейшов в литовський «Каунас». 2 жовтня 2008 року дебютував у складі команди в єврокубках, в матчі кваліфікації Кубку УЄФА проти італійської «Сампдорії» (1:2), Арурі відіграв весь матч. «Каунас» за підсумками двох зустрічей поступився «Сампдорії» (1:7) та вилетів з турніру, в другій грі Арурі вийшов на заміну. У складі «Каунаса» виграв чемпіонат Литви в 2006 та 2007 роках, став володарем Кубку Литви 2008 року. Також в 2008 році став переможцем Балтійської ліги. У складі «Каунаса» Аруру не був основним гравцем.
Пізніше виступав на батьківщині за «Касерин» з однойменного міста, а потім за «Комп'єн» в аматорському чемпіонаті Франції. На початку 2010 року підписав контракт з казахським «Ордабаси». У чемпіонаті Казахстану провів всього 4 матчі, так і не зумівши закріпитися в складі.
Влітку 2010 року на правах вільного агента перейшов у запорізький «Металург». У Прем'єр-лізі України дебютував 25 липня 2010 року в виїзному матчі проти львівських «Карпат» (1:0). На початку сезону отримав травму, через яку пропустив більшу частину першої половини сезону. За підсумками сезону 2010/11 років «Металург» посів останнє 16-те місце та вилетів до Першої ліги України. Арурі зіграв в 12 матчах, в яких отримав 5 жовтих карток.
Влітку 2011 року у нього закінчився контракт з клубом і він покинув його. Пізніше він побував на перегляді в криворізькому «Кривбасі», але в підсумку на правах вільного агента підписав контракт з «Олександрією». У складі команди в чемпіонаті дебютував 8 липня 2011 року в виїзному матчі проти полтавської «Ворскли» (0:1), Арурі вийшов в перерві замість Олександра Казанюка.
Взимку 2012 року Арурі повертається в шимкентский «Ордабаси». Відіграв повний матч у суперкубку Казахстану і разом з командою завоював золоті медалі.

## Досягнення
- Кубок туніської ліги
  -  Володар (1): 2005

- Кубок конфедерації КАФ
  -  Володар (1): 2006

- Чемпіонат Литви
  -  Чемпіон (2): 2006, 2007

- Кубок Литви
  -  Володар (1): 2008

- Балтійська ліга
  -  Переможець (1): 2008

- Суперкубок Казахстану
  -  Володар (1): 2012